# Угни Молины
Угни Моли́ны, или угни чили́йский (лат. Ugni molinae, исп. murta, murtilla) — плодовый кустарничек семейства миртовых.
Вид назван в честь натуралиста из Чили аббата Молины, впервые составившего подробное описание вида.

## Описание
Вечнозелёный кустарничек высотой от 30 до 170 см. В исключительных случаях может вырасти до 3 м Листья, овальные тёмно-зелёные глянцевые, ароматные при растирании, 1—2 см длиной и 1—1,5 см шириной. Цветки с 4—5 белыми или бледно-розовыми лепестками, многочисленными короткими тычинками и диаметром венчика 1 см. Плод — небольшая красная ягода, диаметром 1 см с сильным земляничным запахом.

## Распространение
Угни Молины — эндемичное растение умеренно-дождевых лесов Чили, где оно произрастает в диком виде.
В последние десятилетия этот кустарник начали культивировать ради его съедобных плодов, имеющих пряный земляничный аромат, не только в Чили, но и в Японии, Новой Зеландии, а также юго-восточной Австралии.

## Использование
Плоды съедобны, употребление угни известно ещё со времён Империи Инков, используются при приготовлении желе и традиционных чилийских ликёров.

## Синонимы
- Eugenia ugni (Molina) Hook. & Arn.
- Myrtus molinae (Turcz.) Barnéoud
- Myrtus ugni Molina
- Myrtus ugni var. angustifolia Phil.
- Myrtus ugni var. latifolia Kuntze
- Ugni bridgesii O.Berg
- Ugni lanceolata O.Berg
- Ugni myrtus Macloskie nom. illeg.
- Ugni philippii O.Berg
- Ugni poeppigii O.Berg
- Ugni ugni (Molina) Voss nom. inval.